# Emanuele Buil Lalueza
Emanuele Buil Lalueza C.M.F., in spagnolo Manuel Buil Lalueza (Abizanda, 31 agosto 1913 – Barbastro, 13 agosto 1936), è stato un religioso spagnolo, martirizzato a Barbastro durante la Guerra civile spagnola e venerato come beato dalla Chiesa cattolica.

## Biografia
Nacque ad Abizanda, un piccolo centro nella provincia di Huesca. Affascinato dall'eloquenza di un predicatore clarettiano, decise di entrare nel medesimo Ordine, ma considerando una certa difficoltà negli studi i superiori consigliarono di svolgere il ruolo di Fratello missionario. Questa rinuncia gli procurò una indicibile sofferenza. In effetti, aveva già portato a termine quattro anni di studi umanistici e, nonostante l'impegno di Manuel, i risultati erano stati piuttosto deludenti e la selezione che si operava allora non ammetteva deroghe.
È comprensibile però la delusione e la lotta interiore che ebbe luogo prima che Manuel si decidesse ad abbandonare definitivamente gli studi, precludensodi così la via al sacerdozio. La professione religiosa dopo il noviziato la fece il 19 marzo del 1934. Subito dopo fu trasferito a Cervera con la masione di apprendista sarto. In quella numerosa e variegata comunità che allora contava 194 membri gli tocco l'ultimo posto.
Insieme a trenta studenti teologi, raggiunse Barbastro il pomeriggio del 1 luglio 1936. Aveva il carattere forte e spigoloso della gente di montagna ed era un grande lavoratore.
Insieme ai suoi confratelli venne arrestato il 20 luglio del 1936 dalle milizie anarchiche sotto il comando del governo repubblicano che presero il potere a Barbastro e venne recluso nel salone della scuola dei padri Scolopi. È l'unico dei martiri di Barbastro ad essere nato in questa diocesi. Poche ore prima di morire firmò la lettera di offerta alla Congregazione con queste parole:
(Emanuele Buil Lalueza, Firma sulla lettera di offerta alla Congregazione)
Venne fucilato la mattina del 13 agosto sul ciglio di una strada fuori città. Insieme a 19 compagni, fece parte del terzo gruppo di clarettiani di Barbastro che subirono il martirio. I loro corpi sono stati gettati in una fossa comune.

Dopo la guerra i resti dei martiri furono riesumati e si possono venerare oggi nella cripta della casa museo a Barbastro. Nel 2013 è uscito un film sulla vicenda intitolato "Un Dios prohibido" per la regia di Pablo Moreno.

## Culto
La beatificazione avvenne a Roma, ad opera di Giovanni Paolo II, il 25 ottobre 1992. La Chiesa cattolica lo ricorda il 13 agosto.